# Central hidroeléctrica Salto Andersen
La Central hidroeléctrica Salto Andersen es una central hidroeléctrica ubicada en la provincia de Río Negro, ubicada a aproximadamente 70 km aguas arriba de la ciudad de Río Colorado. Tiene una potencia nominal de 7500 kW. Posee dos turbinas de tipo Semi Kaplan, de 3,93 MW cada una que aprovechan un desnivel de 7,5 m.
El dique está compuesto por trece compuertas, que ocupan el ancho total del río y provocan la elevación del nivel de las aguas. Sobre la margen derecha (Río Negro) se construyó un canal principal, que da lugar a una bifurcación con dos canales secundarios que conducirán al riego y a la central hidroeléctrica.

## Historia
Las obras de construcción del embalse se iniciaron en 1954, en el segundo Plan Quinquenal del gobierno de Juan Domingo Perón. Después de muchas décadas de demoras, durante la presidencia de Cristina Fernández de Kirchner con el respaldo del Ministerio de Infraestructura Federal, retomaron los trabajos de construcción que estuvieron terminados a mediados del 2011. Fue inaugurada por el gobernador Miguel Saiz el 22 de junio de 2011.